# 아캄
아캄(Arkham)은 매사추세츠주의 가상의 도시로, 하워드 필립스 러브크래프트의 단편과 크툴후 신화에 등장한다. 출판사 '아캄 하우스'의 이름은 이 도시에서 따온 것이다.

### 소설 속의 아캄
러브크래프트는 1933년 단편 〈문가에 있는 것〉에서 아캄을 다음과 같이 묘사했다:
오래되고, 썩어가며, 미묘하게 두려움을 불러 일으키는 마을... 마녀의 저주를 받은, 전설이 따라다니는 아캄, 그 기울어가는 적당히 짜맞춘 맞배지붕과 무너져가는 조지아식 난간들이 어둡게 불평하는 미스캐토닉 강을 따라 수 세기 동안 서 왔다.
러브크래프트의 단편에서 중요한 역할을 수행하는 미스캐토닉 대학은 이 아캄에 위치해 있다. 이 대학은 〈광기의 산맥에서〉(1936년)와 〈시간을 넘어선 그림자〉(1936년)에 등장하는 탐사대 모두를 지원했다. 〈마녀의 집에서의 꿈〉(1933년)의 월터 질만은 이 대학의 학생이다. 그 외의 아캄의 주요 기관들은 아캄 역사학회와 아캄 사니타리움 드이다.
아캄의 주요 일간지는 〈아캄 어드버타이저〉로, 아캄만이 아니라 던위치에도 보급된다. 1880년대에는 이 신문이 〈아캄 가제트〉로 불렸다.
아캄의 가장 눈에 띄는 특징은 맞배지붕과 수 세기 동안 도시를 둘러싼 음울한 전설이다. 4월 말일의 실종되는 아이들 (아마도 의식적으로 희생되었을) 및 다른 악마적인 성향들은 도시의 빈민들 사이에서 일반적인 것으로 받아들여진다.

### 위치
아캄의 정확한 위치는 알려지지 않았으나, 아마도 인스머스와 던위치에서 멀지 않을 것이다. 러브크래프트는 보스턴 북쪽, 매사추세츠 주의 에식스 군에서 좀 떨어진 곳이라고 언급하였다. 아캄의 모델인 세일럼은 에식스군에 위치해 있다.
아캄 사니타리움은 단편 〈문가에 있는 것〉에서 등장하며, 매사추세츠주 덴버스의 덴버스 주립병원, 혹은 덴버스 주립 광인수용소에서 따왔을 가능성이 있다. (덴버스 주립병원은 러브크래프트의 다른 단편 〈픽만의 모델〉과 〈인스머스의 그림자〉에 등장한다.)

## 같이 보기
- 인스머스